# زملول أسطواني الأبواغ
زملول أسطواني الأبواغ (الاسم العلمي: Exobasidium cylindrosporum) هو نوع من الفطريات يتبع جنس الزملول من الفصيلة الزملولية.